# Gita Mehta
Gita Mehta, född Patnaik 1943 i Delhi, död 16 september 2023 i Delhi, var en indisk-amerikansk författare, journalist och dokumentärfilmare med fokus på indisk historia, kultur och politik. I den historiska romanen Raj beskriver hon Indiens kamp för självständighet från Storbritannien. Mehta har gjort dokumentärfilmer som behandlat Indo-pakistanska kriget 1971, som ledde till att Bangladesh blev en självständig stat. Hon har också skrivit två essäer, Karma Cola och Snakes and Ladders, som behandlar "Mystiken i Österlandet" respektive "Inblickar i det moderna Indien", samt flera romaner.

## Biografi
Gita är dotter till Biju Patnaik, flygingenjör, företagsledare och aktivist under befrielsekampen och senare delstatsguvernör i Odisha, Hennes mor Gyan Patnaik växte upp i Kashmir och fick en traditionell utbildning som innefattade konst, raga, sanskrit och persisk poesi. Hennes man lärde henne modern dans, och en gång när hon dansade på Roshanara klubb i New Delhi satte värkarna in. En timme senare föddes Gita.

### Barndom
År 1943 arresterades fadern för terrorism under befrielsekampen och modern reste runt till engelska fängelser för att försöka få maken frisläppt. När Gita var tre år och hennes lillebror Naveen placerades i en klosterskola som drevs av irländska nunnor. Barnen försökte fly från klostret, men utan att lyckas.
När Gita var fyra år mördades Mahatma Gandhi och hon såg den döda kroppen och hur båda hennes föräldrar grät. Hennes far var nu fri och valdes in i Odishas lagstiftande församling. Familjen flyttade till Cuttack i Odisha. När grunden till deras blivande hem grävdes ut upptäcktes en liten figur av guden Ganesha som tydde på att det legat ett tempel på denna plats. Detta blev ett gott omen många år senare skrev Mehta boken Eternal Ganesha.

### Utbildning
Efter grundutbildning i New Delhi började den 16-åriga Gita Patnaik på Universitetet i Mumbai, där hon åter blev inackorderad i ett kloster. En dag fick flickorna höra att det skulle vara en demonstration i staden. Men nunnorna förbjöd flickorna att lämna klostret. Detta stoppade inte Gita och hon anslöt sig till flera hundra tusen demonstranter. De demonstrerade mot en av de största korruptionsskandalerna i det fria Indien.
Efter avslutade studier i Mumbai reste Gita till Storbritannien och studerade vid universitetet i Cambridge. I England träffade hon skådespelare, filmregissörer och författare, bland andra Eric Idle och Johnathan Lynn och Germaine Greer. Genom Germaine blev Gita bekant med bokförläggaren Sonny Mehta. De träffades i en biokö i London och såg Bergmans film, Det sjunde inseglet. Senare gifte hon sig med Mehta. 1987 blev Sonny Mehta förlagschef för Alfred A. Knopf i New York. Gita Mehta kan se på sitt hemland med ett perspektiv från både London och New York.

## Yrkesverksamhet

### TV producent
Under åren 1970-71 var hon krigskorrespondent för NBC i USA och bevakade bland annat Bangladeshs frigörelse från Pakistan. Filmen Bangladesh Dateline visades på biografer i Indien och utomlands.Under 1970-talet gjorde Mehta fjorton dokumentärfilmer för TV-kanaler i Storbritannien, Europa och USA.

### Författarskap

#### Essäer
1979 debuterade Mehta som författare med essän Karma Cola: Marketing the Mystic East. Den skildrar 60-talet, då många hippies från Västerlandet upptäckte Indien och sökte allehanda gurus för att nå upplysning. Stilen är personlig och klarsynt, ofta skarp en satir riktad både mot Väst och egna landets ledare.  
1997 kom Snakes and Ladders: Glimpses of Modern India. Mehta behandlar det typiskt indiska; från politisk och social oro, till ständiga religiösa och kulturella konflikter. Klättra och kana på svenska är en personlig betraktelse över Indiens första femtio åren efter självständigheten. Boken visar att indisk kultur, demokrati och mångfald inte kan inlemmas i en europeisk mall. Efter femtio år har Indien världens största och rikast medelklass, men samtidigt världens största antal fattiga.

#### Romaner
Hennes första roman Raj beskriver indisk historia från slutet av 1800-talet till självständigheten från brittiskt styre. Prinsessan Jaya Singh, dotter till en maharadja växer upp i den traditionella kulturen och gifter sig så småningom med en prins som utbildats i England och har tagit över den västerländska kulturen. Detta blir en historia om de turbulenta åren före självständigheten.
A River Sutra, på svenska Narmadas sång, rör sig längs med Indiens heligaste flod där tusentals pilgrimer går från deltat i väster upp till källorna i öster och tillbaka utmed den andra stranden. Det blir en serie berättelser från olika delar av landet, om Indiens mystik, hinduisk mytologi och sufisk poesi.
I boken Eternal Ganesha beskriver Mehta elefantguden, den mest populära guden i den hinduiska pantheon. Ganesha är tjock, har elefanthuvud, flera armar och rider på en mus. Guden representerar hopp, optimism, god vilja och njutning. Andlig medvetenhet behöver inte inskränka på det goda livet. Författaren undersöker den religiösa och kulturella betydelsen av alla dessa aspekter.

#### Planer
Gita planerar också en historisk roman om den buddhistiske kungen Ashoka, den kung som "Gudarna älskade". Akosha regerade på 300-talet f.Kr. och anses vara Indiens och kanske världens mest rättfärdiga kung. För honom låg äran i att tjäna folket och måna om dess välfärd. Till symbol tog kungen Buddhas Wheel of Dharma.
I centrum av Indiens flagga finns Dharmas hjul i form av Gandhis spinnrock. Det var kung Akoshas rättfärdiga stat som Ghandi och alla frihetskämpar och Gitas föräldrar ville skapa. Detta tema vill Gita Mehta fördjupa sig i.

## Heliga träd och strömmande vatten
I Indien är träd heliga, allra heligast är Banjan, det träd där Siddharta Guatama satt och mediterade och blev upplyst, en Buddha. Ursprungsbefolkningar vördar trädet som jord-moder, inte bara för att träd ger mat, luft, näring, sysselsättning, material för husbygge och foder och bränsle, utan också därför att utan träd varken finns jord eller vatten; ingenting som hindrar jorden från att sköljas bort och vattendrag från att avdunsta. Därför försöker dessa folk skydda träden mot avverkningar, med livets som insats. Mehta har ett kapitel om Träd och skriver om Amrita Devi som försökte skydda byns träd genom att krama dem. Så startade Chipko-rörelsen, som spred sig över Indien och sedan över hela världen.
När Indien blev självständigt började regeringen i New Delhi att modernisera landet efter västerländsk modell. De stora städerna växte och blev ännu större. Energi erfordrades och floder dämdes upp för vattenkraft. Skogar avverkades för att ge exportinkomster. Men folk på landsbygden fick betala priset. Vattenkällor sinade, små vattendrag torkade och när monsunregnen kom fanns träden inte kvar som kunde suga upp regnet. Bördiga jordar i terrassodlingar spolades ner i floder som slammade igen. 
Narmada är Indiens heligaste flod och ett av Indiens heligaste pilgrimsmål. Floden dyrkas som guden Shivas dotter. Miljontals pilgrimer vandrar från deltat vid arabiska sjön utmed ena stranden upp till källorna i östra Indien. Sedan tar de sig över till andra stranden och vandrar västerut till havet. En mödosam resa som tar två år och som har pågått i 1000-tals år. Mehtas bok är ett eko från en svunnen tid. Men nu har många stränder dränkts under kraftverksdammar.

## Galleri

Indiens flagga
Original Dharma Wheel
Emblem of India
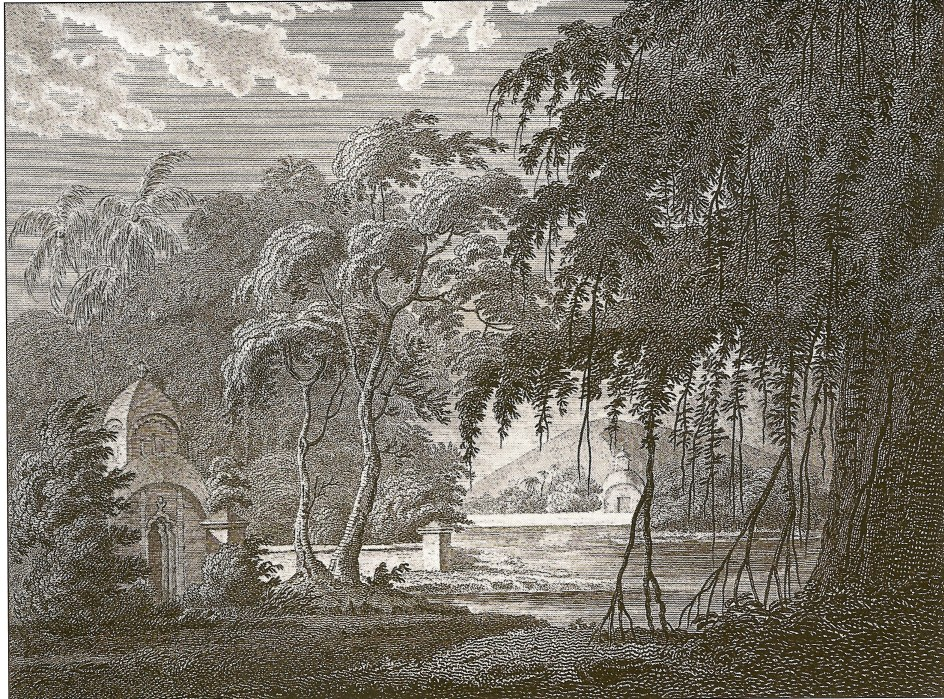
Helig lund vid Narmada

### Böcker på svenska
- Narmadas sång 1994 (A River Sutra)
- Klättra och kana, 1998 (Snakes and ladders)